# The Fragrant Flower Blooms with Dignity
The Fragrant Flower Blooms with Dignity (薫る花は凛と咲く?, Kaoru hana wa rin to saku) è un manga scritto e disegnato da Saka Mikami. In Giappone viene serializzato dal 20 ottobre 2021 sul sito web di manga Magazine Pocket di Kōdansha, con i suoi capitoli, ad agosto 2025, raccolti in 18 volumi tankōbon. Un adattamento anime prodotto da CloverWorks viene trasmesso dal 5 luglio 2025.

## Trama
La Chidori Public High School e la Kikyo Private Academy Girls' High School sono due scuole situate una accanto all'altra che vantano reputazioni contrastanti, con la Chidori che guadagna l'infamia per aver iscritto ragazzi poco raccomandabili di classe inferiore e la Kikyo che è conosciuta come una prestigiosa accademia che iscrive ragazze onorevoli e nobili. Entrambe le scuole hanno una rivalità di lunga data, con la Kikyo che vede la Chidori con disprezzo. Questo porta gli studenti di entrambe le scuole a evitarsi a vicenda.
Rintarō Tsumugi, uno studente della Chidori, un giorno si occupa di una cliente di nome Kaoruko Waguri nella pasticceria della sua famiglia e rimane sorpreso dal fatto che Kaoruko lo veda per la sua gentilezza. Dopo averla salvata dall'essere molestata da dei delinquenti, la ragazza lo ringrazia e Rintarō si chiede quando la incontrerà di nuovo finché non scopre con shock che Kaoruko frequenta la Kikyo Private Academy.

## Personaggi

### Principali
Rintarō Tsumugi (紬 凛太郎?, Tsumugi Rintarō)
Doppiato da: Yūma Uchida (video promozionale), Yoshinori Nakayama (anime)
Uno studente ben intenzionato, alto e imponente della Chidori Public High che è percepito dagli altri come intimidatorio. Per questo motivo, ha una bassa autostima di se stesso, spesso dando per scontato che sarebbe visto solo come un delinquente. Lavora anche nella pasticceria di famiglia, dove incontra Kaoruko per la prima volta e rimane sorpreso dal fatto che Kaoruko lo veda per la sua gentilezza piuttosto che per il suo aspetto intimidatorio e l'affiliazione scolastica; il suo continuo comportamento gentile e premuroso gli fa sviluppare una cotta per lei.
Kaoruko Waguri (和栗 薫子?, Waguri Kaoruko)
Doppiata da: Azumi Waki (video promozionale), Honoka Inoue (anime)
Una studentessa gentile e premurosa della Kikyo Private Academy che proviene da una famiglia umile e si è iscritta all'accademia con una borsa di studio; ha anche dimostrato di eccellere nei suoi voti, portandola ad essere considerata molto apprezzata dalle sue compagne. Incontra Rintarō alla pasticceria perché è una cliente abituale e vede la sua natura di buon cuore piuttosto che il suo aspetto intimidatorio, facendola innamorare di lui. È anche molto golosa e mangia gran parte delle torte della pasticceria.

### Chidori Public High School
Shōhei Usami (宇佐美 翔平?, Usami Shōhei)
Doppiato da: Kikunosuke Toya
Un amico e compagno di classe di Rintarō che è estroverso ed energico. È molto premuroso e crea un'atmosfera positiva tra i suoi amici.
Saku Natsusawa (夏沢 朔?, Natsusawa Saku)
Doppiato da: Kōki Uchiyama
Un altro amico e compagno di classe di Rintarō che è molto intelligente, il che lo porta a fare da tutor a Rintarō e Shōhei con i loro esami per evitare che falliscano. Timido e introverso, è tuttavia cinico e fa commenti sardonici verso le persone che deridono i suoi amici, sebbene abbia buone intenzioni e abbia difficoltà ad esprimere i suoi pensieri.
Ayato Yorita (依田 絢斗?, Yorita Ayato)
Doppiato da: Hiiro Ishibashi
Un altro amico e compagno di classe di Rintarō che si dimostra di buon carattere, amichevole e perspicace, anche se a volte prende in giro gli altri. Tuttavia, quando i suoi amici vengono ridicolizzati o feriti, non si trattiene nell'agire nei confronti di coloro che feriscono i suoi amici, mostrando una competenza nell'autodifesa; nonostante questa abilità, cerca di evitare il ricorso alla violenza.

### Kikyo Private Academy Girls' High School
Subaru Hoshina (保科 昴?, Hoshina Subaru)
Doppiata da: Aya Yamane
Amica d'infanzia e compagna di classe di Kaoruko che è timida con i ragazzi a causa del bullismo subito da parte di un gruppo di ragazzi in passato. Guarda Kaoruko con rispetto e mira a fare qualsiasi cosa per proteggerla. Inizialmente era ostile nei confronti di Rintarō e ai suoi amici, ma cambierà con loro dopo aver appreso della loro gentilezza.
Madoka Yuzuhara (柚原 円蚊?, Yuzuhara Madoka)
Un'altra amica e compagna di classe di Kaoruko che non nutre cattivi sentimenti nei confronti degli studenti della Chidori a differenza dei suoi compagni di scuola, essendo indifferente alla rivalità tra ogni scuola.
Chisa Minamoto (源 千紗?, Minamoto Chisa)
Una compagna di classe di Kaouruko.
Ayumi Sawatari (沢渡 亜由美?, Sawatari Ayumi)
Una compagna di classe di Kaouruko.
Suzuka Asakura (浅倉 錫蚊?, Asakura Suzuka)
Una compagna di classe di Kaouruko.

## Media

### Manga
Scritto e disegnato da Saka Mikami, ha iniziato la serializzazione sul sito web e sull'app Magazine Pocket di Kōdansha il 20 ottobre 2021. La serie viene raccolta in volumi tankōbon a partire dal 9 marzo 2022. Al 7 agosto sono stati pubblicati 18 volumi.
La serie viene distribuita anche negli Stati Uniti da Kodansha USA, in Polonia da Studio JG, in Indonesia da Elex Media Komputindo, in Spagna da Milky Way Ediciones, in Francia da nobi nobi !,, in Germania da Egmont Manga, in Turchia da Akılçelen Kitaplar, in Thailandia da Phoenix Next.

#### Volumi
| 1  | 9 marzo 2022 | ISBN 978-4-06-526609-0 |
| 1  | Capitoli (traduzioni letterali dei titoli) - 1. Rintaro e Kaoruko (凛太郎と薫子?, Rintarō to Kaoruko) - 2. Chidori e Kikyo (千鳥と桔梗?, Chidori to Kikyo) - 3. Preparazione all'esame (試験勉強?, Shiken benkyō) - 4. L'amica di Kaoruko (薫子の友達?, Kaoruko no tomodachi) - 5. Sessione di studio (勉強会?, Benkyō-kai) |                        |
| 2  | 9 maggio 2022 | ISBN 978-4-06-527851-2 |
| 2  | Capitoli (traduzioni letterali dei titoli) - 6. Subaru Hoshina (保科昴?, Hoshina Subaru) - 7. Calore del cuore (心の温度?, Kokoro no ondo) - 8. La loro amicizia (4人の友情?, Yon-nin no yūjō) - 9. L'esistenza di Waguri-san (和栗さんの存在?, Waguri-san no sonzai) - 10. Odio verso se stessi (大嫌い?, Daikirai) - 11. Ti amo! (大好き?, Daisuki) - 12. Rintaro e Subaru (凛太郎と昴?, Rintarō to Subaru) - 13. Madre (母さん?, Kāsan) |                        |
| 3  | 8 luglio 2022 | ISBN 978-4-06-528386-8 |
| 3  | Capitoli (traduzioni letterali dei titoli) - 14. Il mio posto amato (大好きな居場所?, Daisuki na ibasho) - 15. Il ragazzo più figo di sempre (かっこいい男?, Kakkoī otoko) - 16. Festival sportivo (スポーツ大会?, Supōtsu taikai) - 17. Scioglimento della neve (雪解け?, Yukidoke) - 18. Acquario (水族館?, Suizokukan) - 19. Il significato di questi sentimenti (感情の正体?, Kanjō no shōtai) - 20. Le nuvole di pioggia passano (雨雲去る?, Amagumo saru) - 21. Capelli biondi e orecchini (金髪とピアス?, Kinpatsu to Piasu) |                        |
| 4  | 9 settembre 2022 | ISBN 978-4-06-529144-3 |
| 4  | Capitoli (traduzioni letterali dei titoli) - 22. I sentimenti di una madre (母の思い?, Haha no omoi) - 23. Gruppo di studio di sei persone (6人で勉強会?, Roku-nin de benkyō-kai) - 24. Oltre le tende (カーテンの向こう側?, Kāten no mukō-gawa) - 25. I dolori dell'inizio estate (初夏の悩み?, Shoka no nayami) - 26. Yorita e Rintaro (依田と凛太郎?, Yorita to Rintarō) - 27. Chat di gruppo (グループトーク?, Gurūputōku) - 28. Il compleanno di Waguri-san (和栗さんの誕生日?, Waguri-san no tanjōbi) - 29. 22 luglio (7月22日?, Shichigatsu nijūninichi) |                        |
| 5  | 9 novembre 2022 | ISBN 978-4-06-529641-7 |
| 5  | Capitoli (traduzioni letterali dei titoli) - 30. Il tanto atteso compleanno (誕生日当日?, Tanjōbi tōjitsu) - 31. Impressioni (ケーキの感想?, Kēki no kansō) - 32. Come trascorrere le vacanze estive (夏休みの過ごし方?, Natsuyasumi no sugoshikata) - 33. Smarrito sulla spiaggia (海辺の惑い?, Umibe no madoi) - 34. Voglio essere qui (ここにいたい?, Koko ni itai) - 35. Stelle filanti (線香花火?, Senkō hanabi) - 36. Mi piaci (好きです?, Sukidesu) - 37. Festival estivo (夏祭り?, Natsu matsuri) |                        |
| 6  | 6 gennaio 2023 | ISBN 978-4-06-530334-4 |
| 6  | Capitoli (traduzioni letterali dei titoli) - 38. I sentimenti di Rintaro (凛太郎の想い?, Rintarō no omoi) - 39. Confessione (告白?, Kokuhaku) - 40. Kaoruko e Rintaro (薫子と凛太郎?, Kaoruko to Rintarō) - 41. La mattina dopo (告白の翌朝?, Kokuhaku no yokuasa) - 42. Cambiamento (変化?, Henka) - 43. Fare shopping insieme (二人で買い物?, Futari de kaimono) - 44. Rapporto di stato (報告?, Hōkoku) - 45. Il compleanno di Natsusawa (夏沢の誕生日?, Natsusawa no tanjōbi) |                        |
| 7  | 9 marzo 2023 | ISBN 978-4-06-530959-9 |
| 7  | Capitoli (traduzioni letterali dei titoli) - 46. Regalo di compleanno (誕生日プレゼント?, Tanjōbi Purezento) - 47. Mio Natsusawa (夏沢澪?, Natsusawa Mio) - 48. Saku e Subaru (朔と昴?, Saku to Subaru) - 49. Inizi dell'amicizia (友情のきっかけ?, Yūjō no kikkake) - 50. Amici (友達?, Tomodachi) - 51. Grato (有り難い?, Arigatai) - 52. Il lavoro part-time di Waguri-san (和栗さんのアルバイト?, Waguri-san no arubaito) - 53. Una brava persona (いい人?, Ī hito) |                        |
| 8  | 9 maggio 2023 | ISBN 978-4-06-531601-6 |
| 8  | Capitoli (traduzioni letterali dei titoli) - 54. Torta premio (ご褒美のケーキ?, Gohōbi no Kēki) - 55. La casa di Waguri-san (和栗さんの家?, Waguri-san no ie) - 56. Prova (証明?, Shōmei) - 57. Kosuke Waguri (和栗洸介?, Waguri Kōsuke) - 58. Sentimenti nascosti (芽生えた気持ち?, Mebaeta kimochi) - 59. Incontro (鉢合わせ?, Hachiawase) - 60. Kikyo e Chidori (桔梗と千鳥?, Kikyō to Chidori) - 61. Fantasia e realtà (空想と現実?, Kūsō to genjitsu) |                        |
| 9  | 8 agosto 2023 | ISBN 978-4-06-532607-7 |
| 9  | Capitoli (traduzioni letterali dei titoli) - 62. Determinazione (覚悟?, Kakugo) - 63. Tagliati dalla stessa stoffa (似た者同士?, Nitamono dōshi) - 64. Qualcosa di prezioso (重要なこと?, Jūyōna koto) - 65. Faccia a faccia (フェイス・トゥ?, Feisu tō) - 66. Ayumi Sawatari (沢渡亜由美?, Sawatari Ayumi) - 67. Un fallimento (だめな人?, Damena hito) - 68. Faro splendente (憧れ?, Akogare) - 69. Lo stesso (同じ?, Onaji) |                        |
| 10 | 9 novembre 2023 | ISBN 978-4-06-533508-6 |
| 10 | Capitoli (traduzioni letterali dei titoli) - 70. Dentro il cuore (胸の内?, Mune no uchi) - 71. Il passato di Natsusawa (夏沢の過去?, Natsusawa no kako) - 72. Andare avanti (前進?, Zenshin) - 73. Un appuntamento tanto atteso (久々のデート?, Hisabisa no Dēto) - 74. Saluto (挨拶?, Aisatsu) - 75. Madre e fidanzata (母と彼女?, Haha to kanojo) - 76. Gratitudine (感謝?, Kansha) - 77. Solo per divertimento (ただ楽しく?, Tada tanoshiku) |                        |
| 11 | 9 gennaio 2024 | ISBN 978-4-06-534168-1 |
| 11 | Capitoli (traduzioni letterali dei titoli) - 78. Gita scolastica (修学旅行?, Shūgaku ryokō) - 79. Ricordi del loro viaggio (旅の思い出?, Tabi no omoide) - 80. Il compleanno di Subaru (昴の誕生日?, Subaru no tanjōbi) - 81. Il fratello maggiore di Rintaro (凛太郎の兄?, Rintarō no ani) - 82. Sotaro e Rintaro (颯太朗と凛太郎?, Sōtarō to Rintarō) - 83. Andrà tutto bene (もう大丈夫?, Mō daijōbu) - 84. Le preoccupazioni di Rintaro (凛太郎の気がかり?, Rintarō no kigakari) - 85. Un compagno di classe delle medie (中学の同級生?, Chūgaku no dōkyūsei) |                        |
| 12 | 9 aprile 2024 | ISBN 978-4-06-535156-7 |
| 12 | Capitoli (traduzioni letterali dei titoli) - 86. Satsuki Nabata (菜畑皐月?, Nabata Satsuki) - 87. Primo amore e cuore spezzato (初恋と失恋?, Hatsukoi to shitsuren) - 88. Festa karaoke (皆でカラオケ?, Mina de karaoke) - 89. Indagine sulle aspirazioni di carriera (進路希望調査?, Shinro kibō chōsa) - 90. Il futuro di Yorita (依田の将来?, Yorita no shōrai) - 91. Cose da dire (伝えるべきこと?, Tsutaerubeki koto) - 92. Rintaro e Yorita (凛太郎と依田?, Rintaro to Yorita) - 93. Aiutanti di Natale (クリスマスヘルパー?, Kurisumasu Herupā) |                        |
| 13 | 9 luglio 2024 | ISBN 978-4-06-536120-7 |
| 13 | Capitoli (traduzioni letterali dei titoli) - 94. Il passato di Yorita (依田の過去?, Yorita no kako) - 95. Senza senso (意味がない?, Imiganai) - 96. Dopo che tutto è risolto (全てが解決した後?, Subete ga kaiketsu shita nochi) - 97. Cosa significa lavorare (働くことの意味?, Hataraku koto no imi) - 98. La risposta di Yorita (依田さんの回答?, Yorita-san no kaitō) - 99. Il loro Natale (彼らのクリスマス?, Karera no Kurisumasu) - 100. Speciale per te (あなたにとって特別な?, Anata ni totte tokubetsuna) |                        |
| 14 | 9 ottobre 2024 | ISBN 978-4-06-537044-5 |
| 14 | Capitoli (traduzioni letterali dei titoli) - 101. 26 dicembre (12月26日?, Jūnigatsu nijūninichi) - 102. Il regalo di Kaoruko (薫子のプレゼント?, Kaoruko no Purezento) - 103. Capodanno (新年の?, Shin'nen no) - 104. Sotaro e Kaoruko (宗太郎とかおるこ?, Sōtarō to Kaoruko) - 105. Un nuovo anno, un nuovo trimestre (新年の新学期?, Shin'nen no shin gakki) - 106. Tour al parco a tema in sette (7人でテーマパーク?, Nana-nin de Tēma Pāku) - 107. Il compleanno di Rintaro (凛太郎の誕生日?, Rintarō no tanjōbi) - 108. Sessione di studio di Saku e Subaru (朔と昴の勉強会?, Saku to Subaru no benkyō-kai) - 109. Il coraggio di andare avanti (前に進む勇気?, Mae ni susumu yūki) |                        |
| 15 | 8 gennaio 2025 | ISBN 978-4-06-538053-6 |
| 15 | Capitoli (traduzioni letterali dei titoli) - 110. Benedizioni diseguali (もらってばかり?, Moratte bakari) - 111. Obiettivo (目標?, Mokuhyō) - 112. White Day di Natsusawa (夏沢のホワイトデー?, Natsusawa no Howaito Dē) - 113. Pasticcere (パティシエ?, Patishie) - 114. Ingresso al terzo anno (３年生?, San-nensei) - 115. Fare una faccia coraggiosa (平気なフリ?, Heikina furi) - 116. Lamentele (弱音?, Yowane) - 117. Festa del takoyaki (たこ焼きパーティー?, Takoyaki Pātī) |                        |
| 16 | 9 aprile 2025 | ISBN 978-4-06-539040-5 |
| 16 | Capitoli (traduzioni letterali dei titoli) - 118. Benedizioni diseguali (もらってばかり?, Moratte bakari) - 119. Obiettivo (目標?, Mokuhyō) - 120. White Day di Natsusawa (夏沢のホワイトデー?, Natsusawa no Howaito Dē) - 121. Pasticcere (パティシエ?, Patishie) - 122. Ingresso al terzo anno (３年生?, San-nensei) - 123. Fare una faccia coraggiosa (平気なフリ?, Heikina furi) - 124. Lamentele (弱音?, Yowane) - 125. Festa del takoyaki (たこ焼きパーティー?, Takoyaki Pātī) |                        |
| 17 | 9 giugno 2025 | ISBN 978-4-06-539745-9 |
| 17 | Capitoli (traduzioni letterali dei titoli) - 126. Il padre di Kaoruko e Rintaro (薫子の父と凛太郎?, Kaoruko no chichi to Rintarō) - 127. L'ultimo festival sportivo (３年のスポ大?, San-nen no supo-dai) - 128. Un'anima gentile (優しい人?, Yasashī hito) - 129. Il futuro di Kaoruko (薫子の将来?, Kaoruko no shōrai) - 130. Fidanzato (彼氏?, Kareshi) - 131. Ostetrico-ginecologo (産婦人科医?, Sanfujinka-i) - 132. I loro percorsi (それぞれの進路?, Sorezore no shinro) - 133. Il fratello maggiore Usami (長男の宇佐美?, Chōnan no Usami) |                        |
| 18 | 7 agosto 2025 | ISBN 978-4-06-540356-3 |
| 18 | Capitoli (traduzioni letterali dei titoli) - 134. Le preoccupazioni di Subaru (昴の気がかり?, Subaru no kigakari) - 135. Esami finali del primo trimestre (1学期期末試験?, Ichi-gakki kimatsu shiken) - 136. Una giornata allo zoo (皆で動物園へ?, Mina de dōbutsuen e) - 137. Di nuovo sulla spiaggia dopo un anno (1年ぶりの海?, Ichi-nen-buri no umi) - 138. Sentimenti agitati (波打つ思い?, Namiutsu omoi) - 139. Più che amici (「異性」として?, ‘Isei’ to shite) - 140. Cos'è l’amore? (恋とは?, Koi to wa) - 141. Parole d’affetto speciali (特別な言葉?, Tokubetsuna kotoba) |                        |
| 19 | 9 settembre 2025 | ISBN 978-4-06-540813-1 |

#### Capitoli non ancora in formatotankōbon
Questa lista è suscettibile di variazioni e potrebbe essere incompleta o non aggiornata.

- 142. In camera di Kaoruko (薫子の部屋で?, Kaoruko no heya de)
- 143. Colloquio genitori-insegnanti (三者面談?, Sanshamendan)
- 144. Le vacanze estive di Rintaro (凛太郎の夏休み?, Rintarō no natsuyasumi)
- 145. Il percorso di Rintaro (凛太郎の進路?, Rintarō no shinro)
- 146. Rilassarsi (リフレッシュ?, Rifuresshu)
- 147. Il percorso di Natsusawa (夏沢の進路?, Natsusawa no shinro)
- 148. Primo anniversario (1年記念日?, Ichi-nen kinenbi)
- 149. Colloquio di lavoro (面接?, Mensetsu)
- 150. Fidanzata (彼女?, Kanojo)
- 151. Verso gli esami nazionali (全国模試へ?, Zenkoku moshi e)
- 152. Valutazione (評価?, Hyōka)
- 153. Il muro da superare (越えるべき壁?, Koerubeki kabe)
- 154. Kyoko e Keiichiro (杏子と圭一郎?, Kyoko to Keiichiro)
- 155. Keiichiro e Kyoko (圭一郎と杏子?, Keiichiro to Kyoko)
- 156. Gusto delicato e profumo dolce (優しい味と甘い匂い?, Yasashī aji to amai nioi)
- 157. Primo festival estivo in un anno (1年ぶりの夏祭り?, 1-nen-buri no natsu matsuri)
- 158. Scintilla (火花?, Hibana)
- 159. Scoperta (発覚?, Hakkaku)
- 160. Aiuto (助け?, Tasuke)

### Anime
Un adattamento anime prodotto da CloverWorks è stato annunciato il 16 settembre 2024 all'Aniplex Online Fest. La serie è prodotta da CloverWorks e diretta da Miyuki Kuroki, con Satoshi Yamaguchi come assistente alla regia, Rino Yamazaki che scrive e supervisiona la sceneggiatura della serie, Kōhei Tokuoka che cura il character design e Moeki Harada che compone la colonna sonora. La serie viene trasmessa dal 5 luglio 2025 su Tokyo MX e altre reti. La sigla di apertura è Manazashi wa hikari (まなざしは光? lett. "Lo sguardo è una luce"), cantata da Tatsuya Kitani, mentre la sigla di chiusura è Hare no hi ni (ハレの日に? lett. "In questo giorno di sole"), di Reira Ushio. Netflix distrbuisce la serie in streaming su scala globale, presentandola in anteprima simultaneamente alla prima trasmissione televisiva settimanale in Giappone. Il lancio mondiale è invece programmato in date differenziate nel corso del 2025.

#### Episodi
Questa lista è suscettibile di variazioni e potrebbe essere incompleta o non aggiornata.

| Nº | Titolo italiano (traduzione letterale) Giapponese 「Kanji」 - Rōmaji                  | In onda        | In onda |
| Nº | Titolo italiano (traduzione letterale) Giapponese 「Kanji」 - Rōmaji                  | Giapponese     |         |
| 1  | Rintaro e Kaoruko 「凛太郎と薫子」 - Rintarō to Kaoruko                               | 5 luglio 2025  |         |
| 2  | Chidori e Kikyo 「千鳥と桔梗」 - Chidori to Kikyō                                     | 12 luglio 2025 |         |
| 3  | Un'anima gentile 「優しい人」 - Yasashī hito                                          | 19 luglio 2025 |         |
| 4  | Calore del cuore 「心の温度」 - Kokoro no ondo                                        | 26 luglio 2025 |         |
| 5  | La sensazione che qualcosa stia per cominciare 「はじまりの予感」 - Hajimari no yokan | 2 agosto 2025  |         |
| 6  | Odio verso se stessi 「大嫌い 大好き」 - Daikirai daisuki                             | 9 agosto 2025  |         |
| 7  | Il ragazzo più figo di sempre 「かっこいい男」 - Kakkoī otoko                         | 16 agosto 2025 |         |

## Accoglienza
The Fragrant Flower Blooms with Dignity è stato nominato per i Next Manga Awards 2022 nella categoria web e si è classificato sesto su cinquanta candidati. La serie è stata anche nominata agli Tsutaya Comic Awards e si è classificata seconda. Si è classificato al settimo posto nella classifica dei fumetti consigliati dai dipendenti delle librerie nazionali del 2023. La serie è stata nominata per il 47º Kodansha Manga Award nella categoria shōnen nel 2023. È stata anche nominata nella stessa categoria per la 48ª edizione nel 2024.
La serie ha oltre 3,3 milioni di copie in circolazione a settembre 2024.